# Гонконг на Чемпіонаті світу з водних видів спорту 2015
Гонконг взяв участь у Чемпіонаті світу з водних видів спорту 2015, який пройшов у Казані (Росія) від 24 липня до 9 серпня.

## Плавання на відкритій воді
Четверо гонконзьких спортсменів кваліфікувалися на змагання з плавального марафону на відкритій воді.
| Спортсмен                          | Дисципліна        | Час       | Місце |
| ---------------------------------- | ----------------- | --------- | ----- |
| Кван Хо Їн                         | 5 км (чоловіки)   | 1:02:42.7 | 43    |
| Кван Хо Їн                         | 10 км (чоловіки)  | 2:10:56.5 | 63    |
| Tse Tsz Fung                       | 5 км (чоловіки)   | 1:03:10.3 | 46    |
| Tse Tsz Fung                       | 10 км (чоловіки)  | 2:11:05.9 | 64    |
| Квок Чо Їу                         | 5 км (жінки)      | 1:09:18.7 | 35    |
| Квок Чо Їу                         | 10 км (жінки)     | 2:22:19.9 | 51    |
| Лок Хой Ман                        | 5 км (жінки)      | 1:09:10.0 | 34    |
| Лок Хой Ман                        | 10 км (жінки)     | 2:20:13.2 | 48    |
| Кван Хо Їн Квок Чо Їу Tse Tsz Fung | командні змагання | 1:05:43.8 | 22    |

## Плавання
Гонконзькі плавці виконали кваліфікаційні нормативи в дисциплінах, які наведено в таблиці (не більш як 2 плавці на одну дисципліну за часом нормативу A, і не більш як 1 плавець на одну дисципліну за часом нормативу B):
Чоловіки
| Спортсмен  | Дисципліна           | Попередній заплив | Попередній заплив | Півфінал        | Півфінал        | Фінал           | Фінал           |
| Спортсмен  | Дисципліна           | Час               | Місце             | Час             | Місце           | Час             | Місце           |
| ---------- | -------------------- | ----------------- | ----------------- | --------------- | --------------- | --------------- | --------------- |
| Джоффрі Се | 50 м вільним стилем  | 22.68             | 29                | Завершив виступ | Завершив виступ | Завершив виступ | Завершив виступ |
| Джоффрі Се | 100 м вільним стилем | 49.96             | 37                | Завершив виступ | Завершив виступ | Завершив виступ | Завершив виступ |
| Джоффрі Се | 50 м батерфляєм      | 24.12             | 27                | Завершив виступ | Завершив виступ | Завершив виступ | Завершив виступ |
| Джоффрі Се | 100 м батерфляєм     | 53.76             | 37                | Завершив виступ | Завершив виступ | Завершив виступ | Завершив виступ |

Жінки
| Спортсменка                                         | Дисципліна                           | Попередній заплив | Попередній заплив | Півфінал         | Півфінал         | Фінал            | Фінал            |
| Спортсменка                                         | Дисципліна                           | Час               | Місце             | Час              | Місце            | Час              | Місце            |
| --------------------------------------------------- | ------------------------------------ | ----------------- | ----------------- | ---------------- | ---------------- | ---------------- | ---------------- |
| Хой Шун Стефані Ау                                  | 50 м на спині                        | 28.70             | 22                | Завершила виступ | Завершила виступ | Завершила виступ | Завершила виступ |
| Хой Шун Стефані Ау                                  | 100 м на спині                       | 1:01.41           | 27                | Завершила виступ | Завершила виступ | Завершила виступ | Завершила виступ |
| Камілла Чен                                         | 200 м вільним стилем                 | 2:00.96           | 32                | Завершила виступ | Завершила виступ | Завершила виступ | Завершила виступ |
| Шівон Хогі                                          | 50 м вільним стилем                  | 25.85             | 37                | Завершила виступ | Завершила виступ | Завершила виступ | Завершила виступ |
| Шівон Хогі                                          | 100 м вільним стилем                 | 54.95             | 18                | Завершила виступ | Завершила виступ | Завершила виступ | Завершила виступ |
| Шівон Хогі                                          | 200 м комплексом                     | 2:13.07           | 13 Q              | 2:13.26          | 14               | Завершила виступ | Завершила виступ |
| Кун Іветт Маньї                                     | 50 м брасом                          | 32.72             | 44                | Завершила виступ | Завершила виступ | Завершила виступ | Завершила виступ |
| Кун Іветт Маньї                                     | 100 м брасом                         | 1:11.46           | 45                | Завершила виступ | Завершила виступ | Завершила виступ | Завершила виступ |
| Клаудія Лау                                         | 200 м на спині                       | 2:14.51           | 27                | Завершила виступ | Завершила виступ | Завершила виступ | Завершила виступ |
| Си Хан'юй                                           | 50 м батерфляєм                      | 27.24             | 35                | Завершила виступ | Завершила виступ | Завершила виступ | Завершила виступ |
| Си Хан'юй                                           | 100 м батерфляєм                     | 59.72             | 29                | Завершила виступ | Завершила виступ | Завершила виступ | Завершила виступ |
| Камілла Чен Хой Шун Стефані Ау Си Хан'юй Шівон Хогі | естафета 4x100 метрів вільним стилем | 3:42.11           | 14                | Н/Д              | Н/Д              | Завершила виступ | Завершила виступ |
| Камілла Чен Хой Шун Стефані Ау Си Хан'юй Шівон Хогі | естафета 4x200 метрів вільним стилем | 8:06.51           | 14                | Н/Д              | Н/Д              | Завершила виступ | Завершила виступ |
| Камілла Чен Хой Шун Стефані Ау Си Хан'юй Шівон Хогі | естафета 4x100 метрів комплексом     | 4:04.54           | 20                | Н/Д              | Н/Д              | Завершила виступ | Завершила виступ |

## Синхронне плавання
Повна команда з десяти гонконзьких спортсменок кваліфікувалася на змагання з синхронного плавання в наведених нижче дисциплінах.
Жінки
| Спортсменка | Дисципліна               | Попередні змагання | Попередні змагання | Фінал            | Фінал            |
| Спортсменка | Дисципліна               | Очки               | Місце              | Очки             | Місце            |
| --- | ------------------------ | ------------------ | ------------------ | ---------------- | ---------------- |
| Чо Ман Ї Нора | соло, довільна програма  | 69.2333            | 25                 | Завершила виступ | Завершила виступ |
| Чо Ман Ї Нора Мішель Хой Тін Лау                                                                                     | дует, технічна програма  | 65.7396            | 36                 | Завершила виступ | Завершила виступ |
| Чо Ман Ї Нора Пан Хо Ян                                                                                              | дует, довільна програма  | 65.5333            | 37                 | Завершили виступ | Завершили виступ |
| Чань Хой Лам Чон Ка Він Чо Ман Ї Нора* Квок Кам Він Мішель Хой Тін Лау Пан Хо Ян Пан Тсе Чін Поон Хо Чін Вон Їнь Лін | група, технічна програма | 61.2658            | 25                 | Завершили виступ | Завершили виступ |
| Чань Хой Лам Чон Ка Він Чр Ман Ї Нора Квок Кам Він Хой Тін Мішель Лау Пан Хо Ян Пан Тсе Чін Поон Хо Чін* Вон Їнь Лін | група, довільна програма | 67.0667            | 21                 | Завершили виступ | Завершили виступ |